# ريتشارد رودريغيز (دراج)
ريتشارد رودريغيز (بالإسبانية: Richard Rodríguez) هو دراج تشيلي، ولد في 21 نوفمبر 1978.

## وصلات خارجية
- ريتشارد رودريغيز على موقع أرشيف الدراجات (الإنجليزية)